# Marcel Bain
Pour les articles homonymes, voir Bain.
Marcel Adolphe Bain, dit Bagnolet, né à Paris 8e le 21 novembre 1878 et mort le 4 septembre 1937 à Bois-le-Roi (Seine-et-Marne), est un peintre paysagiste, illustrateur, humoriste et auteur dramatique français. 

## Biographie
Fils de Jean Baptiste Bain, pharmacien et de Irma Thérèse Vienot, sans profession, élève de Jules Lefebvre et de Tony Robert-Fleury, il expose au Salon des artistes français dont il est sociétaire à partir de 1902. Il obtient une médaille de 3e classe en 1905 et une médaille de 2e classe en 1910 avant d'être placé en hors-concours.. Il est élu membre du jury d'admissions et de récompenses section peinture pour les années 1930 à 1935.
Il habite 18, rue de Pétrograd Paris 8e (actuellement rue de Saint-Pétersbourg) et son atelier se trouve au 42, rue Fontaine Paris 9e. Il possède une maison de campagne, rue de la Presche à Bois-le-Roi en Seine-et-Marne dont le jardin servira de cadre à quelques-uns de ses tableaux. Il y séjourne tous les étés et sillonne la région et la Bourgogne en vélo et en train.
Il fait partie du Cercle des Mortigny, fondé par Dimitri d'Osnobichine, en 1908, qui regroupe de nombreux artistes et habitués de la vie parisienne :  Paul Poiret, Bernard Boutet de Monvel,  Georges Villa, Guy Arnoux, Joë Hamman, Bernard Boutet de Monvel, Joseph Pinchon, André Warnod, Pierre Troisgros, Lucien-Victor Guirand de Scevola, Jean Routier, Henri Callot, Pierre Falize, Pierre Prunier, cercle qui fonctionne jusque dans les années 50. Marcel Bain écrit les 5 actes de la pièce Le Secret des Mortigny, représentée dans l'atelier du peintre Osnobichine en 1908 et reprise au Théâtre de l'Oasis le 14 juin 1921,.
Il meurt le 4 septembre 1937 à Bois-le-Roi (Seine-et-Marne) après un accident survenu en janvier 1935, à l'arrivée du métro à la station Sèvres-Babylone, il tombe entre la rame et le quai. Il est conduit dans un état grave avec plusieurs fractures à l'hôpital Laennec, et quatre doigts de la main droite sectionnés.

## Tableaux exposés aux salons des artistes Français
- 1902 : Route de forêt en septembre
- 1903 : Dans le jardin
- 1904 : Après la moisson meules dans la plaine
- 1905 : Le matin dans le jardin / Le 14 juillet à la campagne
- 1906 : Soleil d'automne
- 1907 : L'automne en Bourgogne
- 1908 : Mon jardin
- 1909 : Soleil de printemps
- 1910 : La route de Corbeil / Automne
- 1912 : le "golf" de la Nivelle (Saint-Jean-de-Luz) / Guignonville en septembre
- 1913 : Aux bords de l'Yonne / Dans le jardin
- 1923 : Route en Brie / Thé / La mare
- 1924 : La route Nationale no 34 / L'église de Fontaine-le-Port / L'église d'Esternay
- 1925 : L'église de Moneteau
- 1926 : Place de village / La mare
- 1928 : Place de village
- 1932 : La route de Bourgogne (forêt de Fontainebleau) / Une ferme
- 1933 : Fête au village / Intérieur
- 1934 : Église de Fromonville
- 1935 : Les peupliers (tableau présenté en 1932 sous le titre : Une ferme) / Crépuscule

## Œuvres théâtrales
- Le secret des Mortigny ou de l'honneur à la honte et vice versa[8].
- Le démon et le Daïmyo[9]
- Gérard et Isabelle, ou la Vengeance d'Esteban, opéra en 1 acte, 1909.